# غسان فيضي
غسان فيضي (مواليد 1948- البصرة ) هو فنان تشكيلي عراقي.

## بدايات
وولد غسان فيضي في البصرة، أرض النخيل. وبعد إكمال تحصيله الثانوي، سافر إلى بغداد لدراسة الفن التشكيلي في معهد الفنون الجميلة. أغلب أساتذة غسان فيضي كانوا من رموز «مدرسة بغداد للفن الحديث» التي أسّسها الفنان العراقي جواد سليم، لتكون مدرسة فنّية مهمة في العراق.
في تلك الفترة، عمل غسان رسامًا في العديد من المجلات والصحف العراقية، كان أبرزها عمله من عام 1970حتى 1973 رسامًا للكاريكاتور السياسي في مجلة «رأي بغداد» الصادرة بالفرنسية من بغداد.ما أتاح له فرصة التعرف إلى مدرسة باريس في الفن التشكيلي ومتابعتها.

## في باريس
سافر عام 1974 إلى باريس بعدما أكمل دراسته في كلية الفنون الجميلة. أكمل غسان فيضي دراسته في أكاديمة الفنون الجميلة في باريس وتخصص في فن الجداريات عام 1980. ومنذ ذلك التاريخ، أقام العديد من المعارض في باريس والمدن الفرنسية الأخرى لينتقل بعد ذلك إلى أغلب العواصم الأوروبية. إلا أنّه تعذّر عليه إقامة المعارض في الدول العربية، نظرًا إلى موقفه الإنساني من نظام الحكم في العراق آنذاك، شأنه بذلك شأن أغلب المبدعين العراقيين الذين لم ينخرطوا في جوقة الديكتاتور.

## أعمال
لم يستطع فيضي الهروب من التأثيرات الكارثية التي مرَّ بها بلده العراق وما زال. وله في هذا المجال العديد من الأعمال بينها لوحة «أضواء نارية على سماء بغداد» التي تعدّ من الأعمال العراقية المهمّة. وقد نفَّذ هذا العمل خلال فترة قصف الطائرات الأميركية لبغداد، وعلى أثر لقاء تلفزيوني مع أحد الطيارين الأميركيين الذي راح يتغزّل بليل بغداد قائلًا «تبدو بغداد جميلة جدًا في الليل عندما نقصف أماكنها وتلتمع النيران في سمائها»! وله أيضًا لوحة «على طريق البصرة» التي تصوّر نساءً جاثمات أو منحنيات على دبابة محترقة. ويعدّ غسان فيضي لمعرض سيُفتتح قريبًا في باريس يشتمل على العديد من هذه الأعمال التي تسلّط الضوء على التبعات الكارثية التي خلّفتها الحروب على العراق.

## مسيرة
- قام برسم لوحات كثيرة ومنها جداريات عنما كان طالب في اعدادية المعقل في البصرة بمشاركة زملاؤه ومنهم عبد الحميد لعيبي وصالح كريم وآخرون
- كان يحلم بالبقاء في المعقل حسب قولة "بانه يتنفس هواء المعقل كل لحظة"
- تخرج من أكاديمية الفنون الجميلة ببغداد - قسم الرسم عام 1973
- هاجر إلى فرنسا العام 1974 لغرض الدراسة
- حصل على بكالوريوس الفنون من معهد الفنون (البوزار) في باريس عام 1980
- شارك في العديد من المعارض الفنية في فرنسا وأوروبا
- حصل على العديد من الجوائز في مشاركاته الفرنسية والأوربية
- اقتنت بعض المتاحف الفرنسية عدداً من أعماله الفنية
- له عدد من الاسهامات في تنفيذ جداريات في محطات المترو بمدينة باريس ومدن فرنسية أخرى

## وصلات خارجية
- حسين السكاف (16 يناير 2008). "غسان فيضي... ذكريات ملوّنة". الأخبار اللبنانية. ع. 426. مؤرشف من الأصل في 2010-10-23. اطلع عليه بتاريخ 2018-03-27.
- حسين السكاف (17 يونيو 2009). "عناق فرنسي ـــ عراقي في بلاد الثورة المضادة". الأخبار اللبنانية. ع. 846. مؤرشف من الأصل في 2009-08-21. اطلع عليه بتاريخ 2018-03-27.